# Sarah Chen
Sarah Chen (chiń. trad. 陳淑樺, chiń upr. 陈淑桦, pinyin: Chén Shúhuá) (ur. 14 maja 1958 w Tajpej) – chińska piosenkarka.

## Dyskografia
- 水車姑娘/忘也忘不了 (1967)
- 愛的太陽 (1973)
- 再會吧！心上人 (1976)
- 寒雨曲 (1977)
- 悄悄地說再見 (1977)
- 飄雲。落花。愛 (1978)
- 自由女神哭泣了 (1979)
- 寧靜海 (1979)
- 歸程 (1980)
- 美麗與哀愁 (1980)
- 又見春天 (1981)
- 夕陽伴我歸 (1982)
- 她的名字是愛 Love is Her Name (1982)
- 星光滿天/口琴的故事 (1983)
- 海洋之歌 (1983)
- The Right to Sing (1983)
- 無盡的愛 (1984)
- 浪跡天涯 (1984)
- 情 (1985)
- 紅頭巾 Samsui Women 《新廣連續劇主題曲及片尾曲》-只在新加坡發售 (1986)
- 等待風起 (1987)
- „The Miracle of Love” (1987)
- 女人心 Heart of a Woman (1988)
- 明天，還愛我嗎？Will You Still Love Me Tomorrow (1988)
- Hold Me Now (1989)
- 跟你說，聽你說 Talk to You, Listen to You (1989)
- 一生守候 A Lifetime of Waiting (1990)
- 聰明糊塗心 Be Wise, Be Easy (1991)
- 淑樺的台灣歌 Sarah Chen's Taiwanese Album (1992)
- 愛的進行式 The Dearest of Sarah (1994)
- 淑樺盛開 Forever (1995)
- 生生世世 Forever, Sarah (1995)
- 失樂園 Paradise Lost (1998)

## Nagrody i wydarzenia
- 1991: wykonanie utworu „Red Dust” do filmu, który otrzymał nagrodę w Hongkongu za najlepszą piosenkę w języku mandaryńskim[1].
- 1992: wykonanie utworu „So Transparent is My Heart” z Jackie Chanem, utwór znalazł się na albumie Jackiego Chana, First Time[2].